# FANUC
FANUC (abreviatura de Fuji Automatic NUmerical Control) ou FANUC Ltd (ファナック株式会社, Fanakku Kabushiki gaisha) (TYO: 6954) é uma empresa de engenharia mecânica e eletrônicas japonesa, especializada, entre outros, na construção de robôs industriais, comumente utilizados na indústria automobilística.
A empresa, com sede em Oshino, fez parte da Fujitsu até 1972 sendo desmembrada da multinacional (spin-off) como Fujitsu FANUC Ltd.., desde 1982 como FANUC Ltd..
Em 2008 a FANUC empregou cerca de 5.000 pessoas na sua sede e em subsidiárias e sociedades de participações.